# Tupinambis
Tupinambis es un género de lagartos que pertenece a la familia Teiidae. Estos grandes lagartos son endémicos de América del Sur y son llamados normalmente lagartos, teyúes o iguanas, siendo comunes y apreciados en el comercio de pieles. 
Son principalmente o completamente carnívoros. La mayoría de las especies son grandes, de más de 35 cm.
Estos lagartos pueden ser agresivos y deben manejarse con cuidado. Si se es agresivo con ellos, morderán y hasta pueden hacer sangrar. También pueden atacar animales domésticos como pollos, lo que hace que en Colombia se les conozca como lobos polleros, principalmente a Tupinambis teguixin.

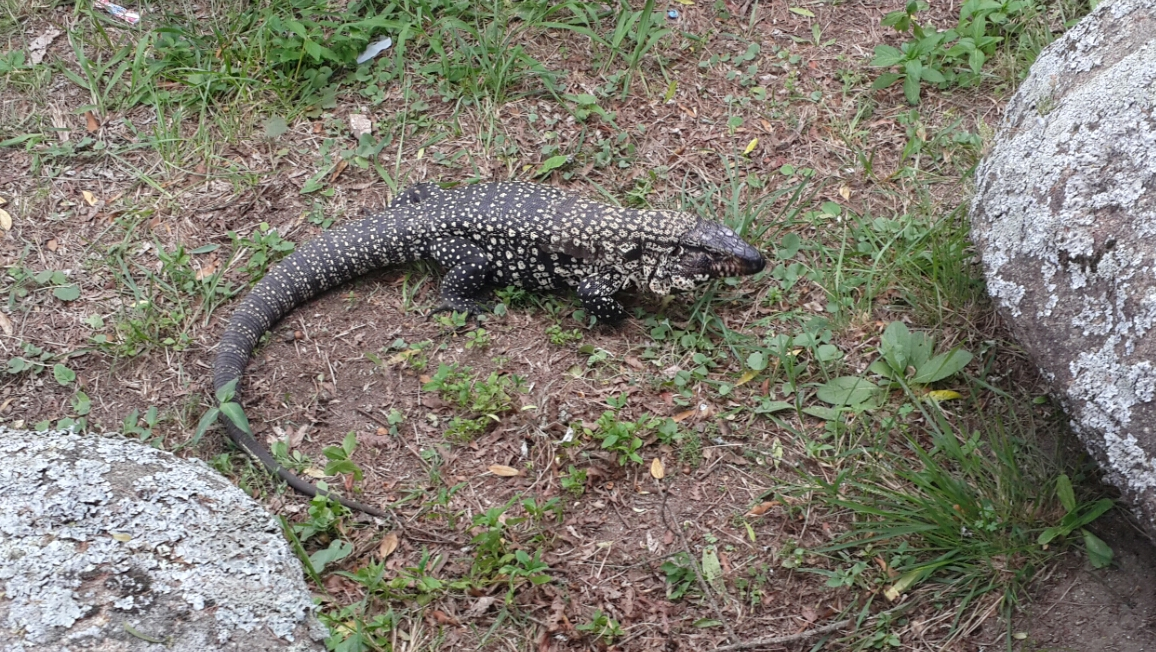
Tupinambis merianae en Córdoba Argentina